# Bezirk Skrunda
Der Bezirk Skrunda (Skrundas novads) war ein Bezirk im Westen Lettlands, der von 2009 bis 2021 existierte. Bei der Verwaltungsreform 2021 wurde der Bezirk aufgelöst, seine Gemeinden gehören seitdem zum Bezirk Kuldīga.

## Bevölkerung
Der Bezirk bestand aus den drei Gemeinden (pagasts) Nīkrāce, Raņķi und Rudbārži sowie dem Verwaltungszentrum Skrunda. Im Jahre 2017 lebten 5113 Einwohner im Bezirk Skrunda.

## Sehenswürdigkeiten
- Allažas (Gemeinde Raņķi): Herrenhaus Allaschen, erbaut im 19. Jahrhundert[3]
- Lēnas (Gemeinde Nīkrāce): Herrenhaus Lehnen aus dem 19. Jahrhundert und katholische Dreifaltigkeitskirche von 1750[4]
- Vormsāte (Gemeinde Nīkrāce): Herrenhaus Groß-Wormsahten aus dem 18. Jahrhundert, Geburtsort des Dichters und Schriftstellers Ulrich von Schlippenbach (1774–1826)[5]
- Rudbārži: Schloss Rudbahren, 1835 im klassizistischen Stil erbaut und lutherische Kirche, erbaut 1906[6]
- Sieksāte: Gemeinde Rudbārži, Herrenhaus Berghof (Kalnamuiža)

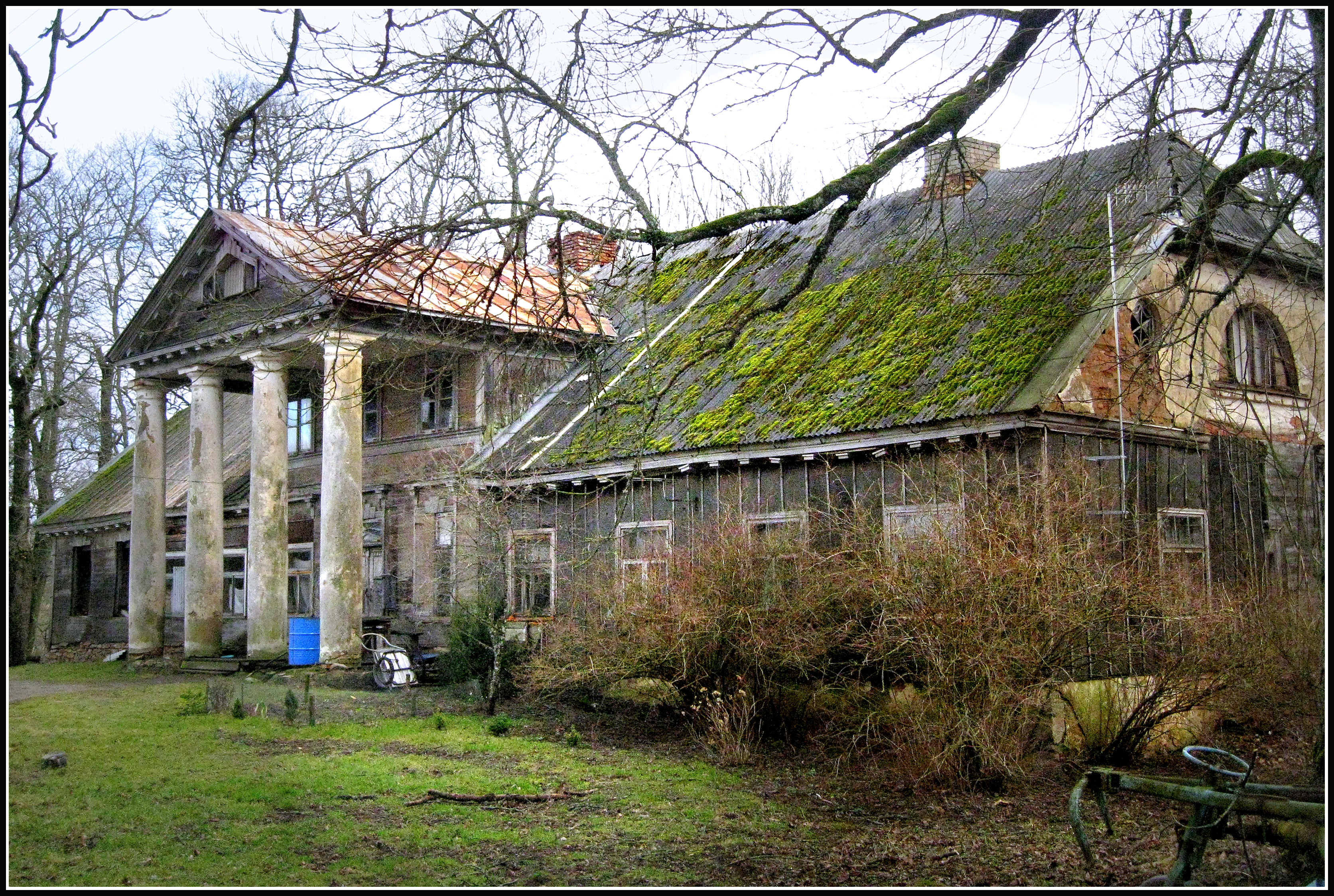
Herrenhaus Allaschen
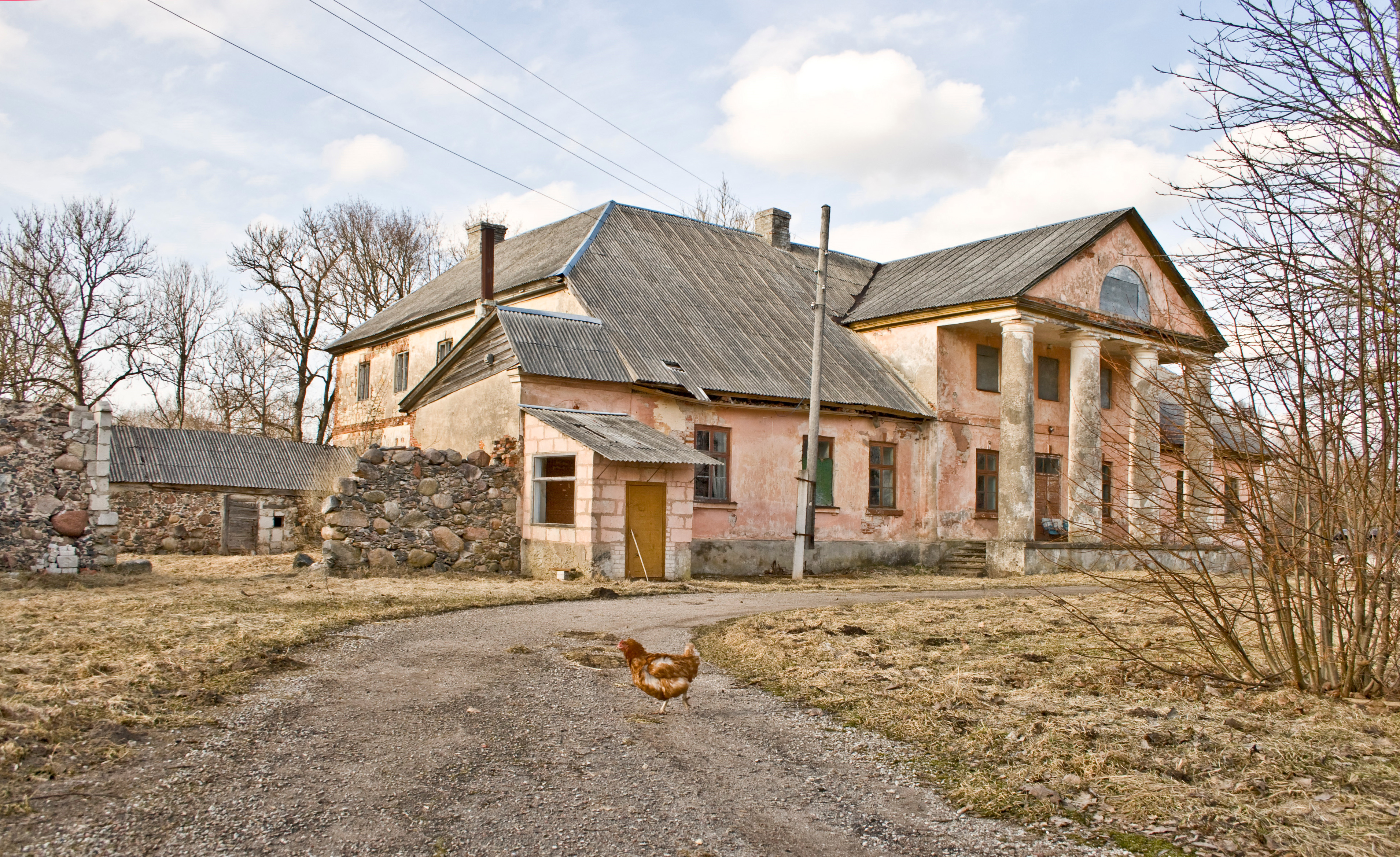
Herrenhaus Lehnen
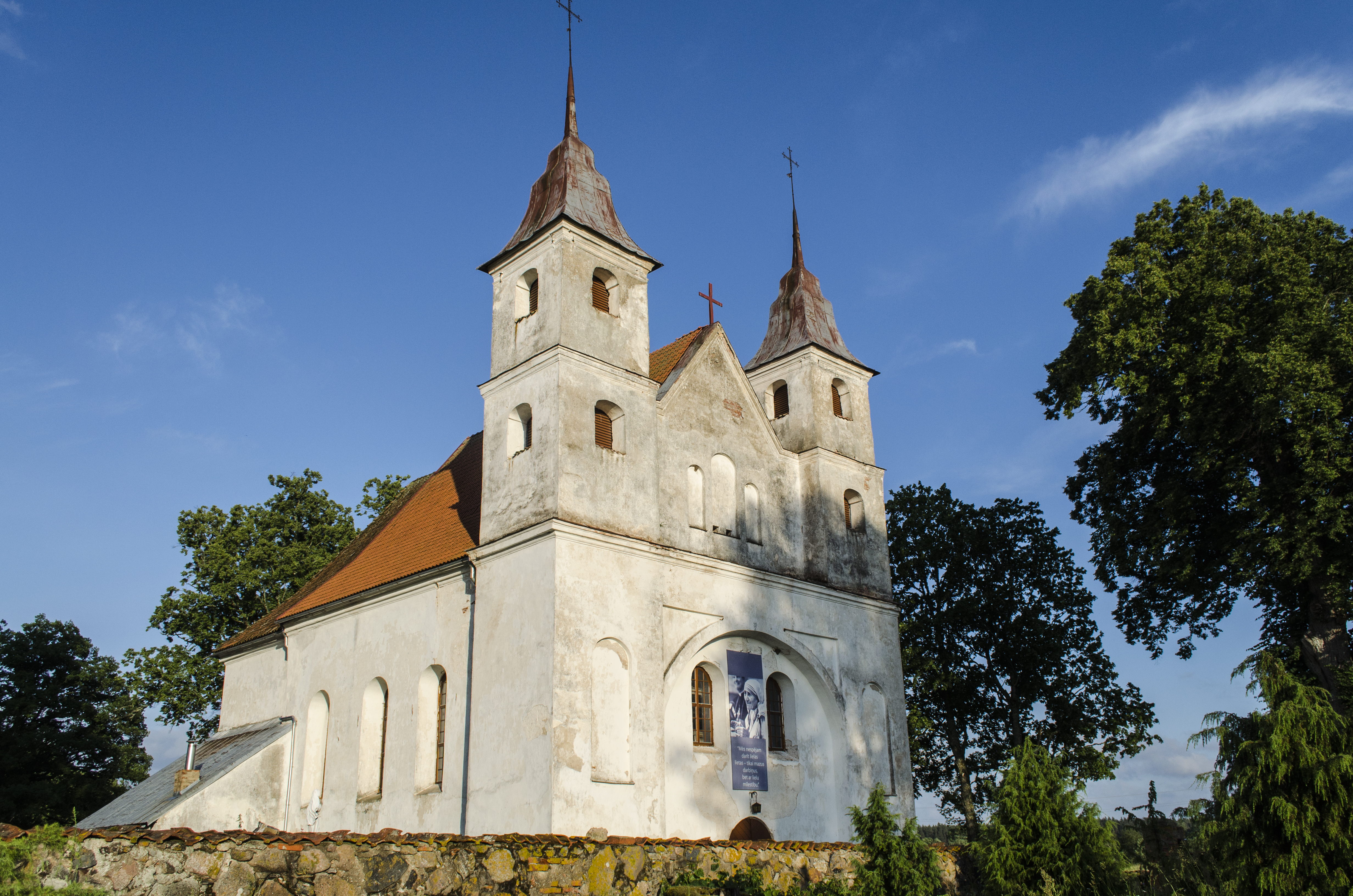
Katholische Kirche Lēnas
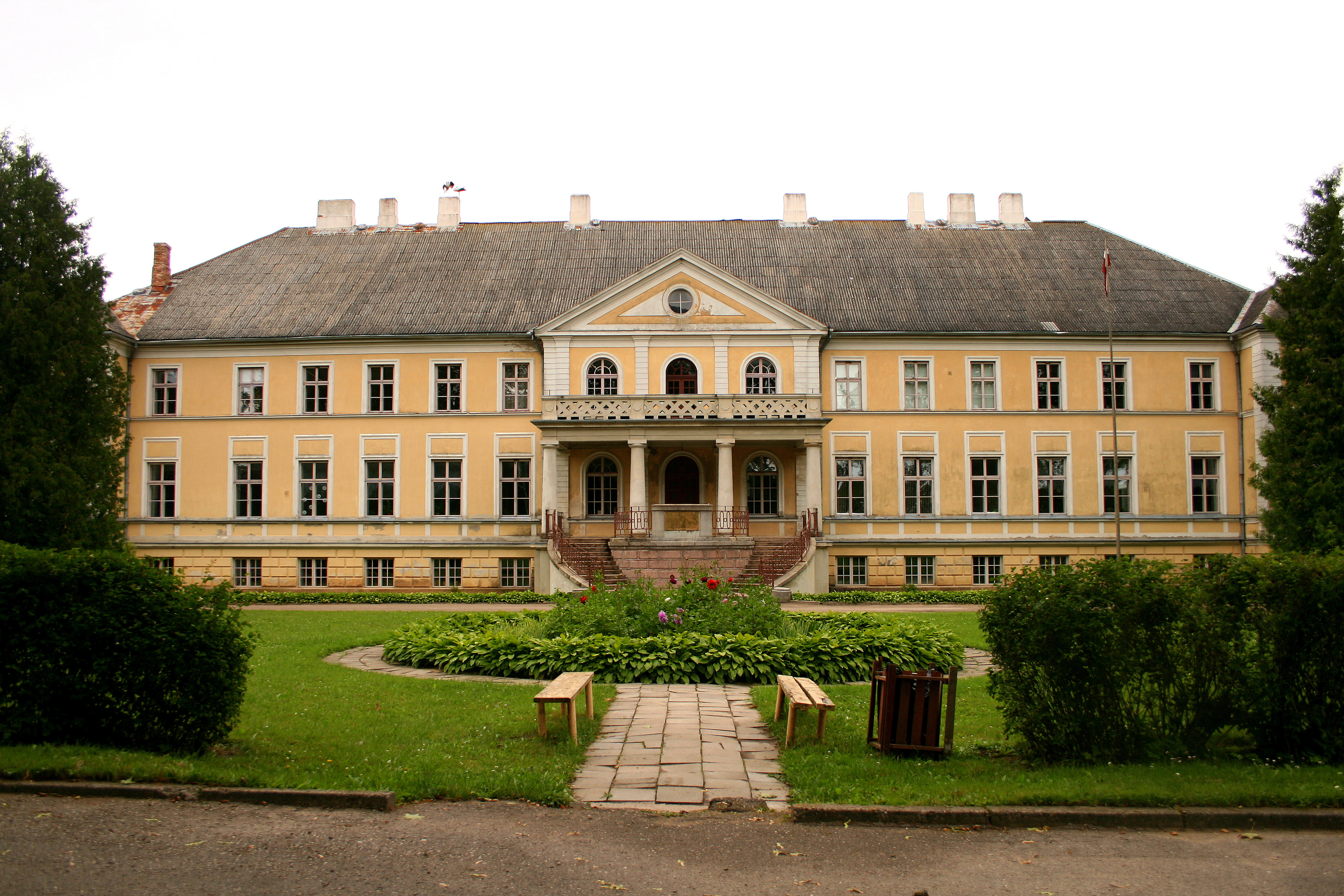
Schloss Rudbahren
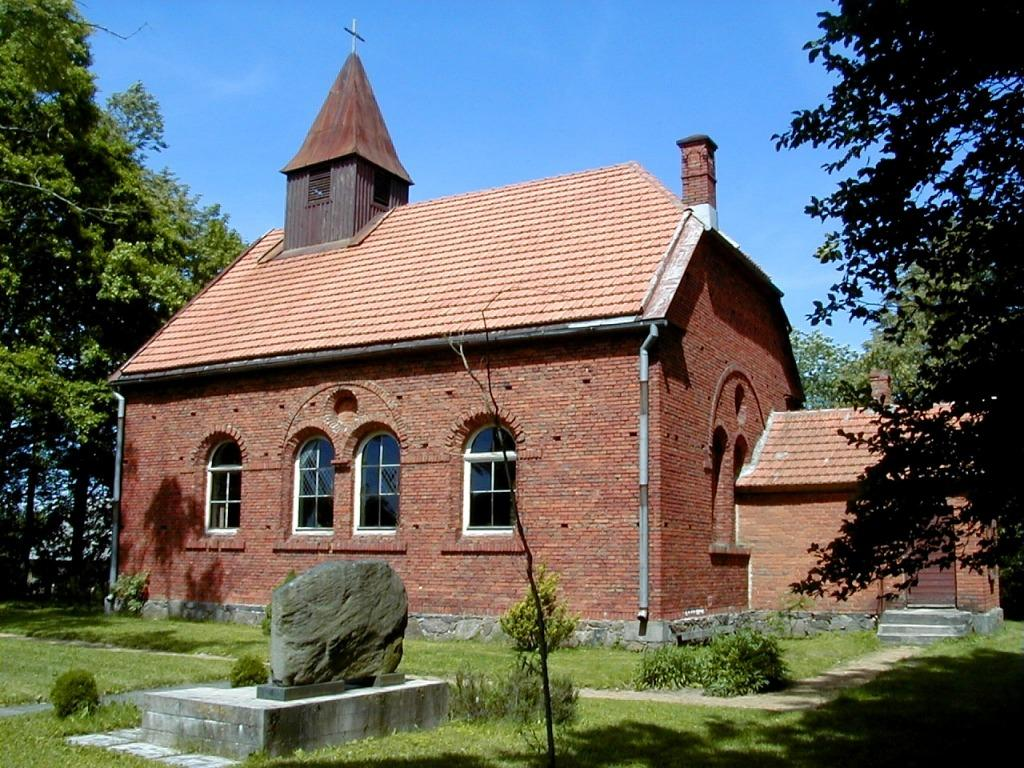
Lutherische Kirche Rudbārži
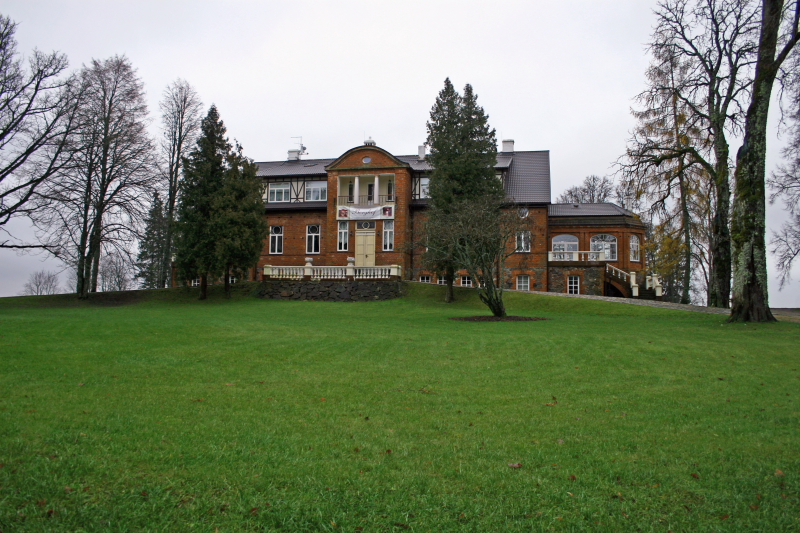
Herrenhaus Berghof
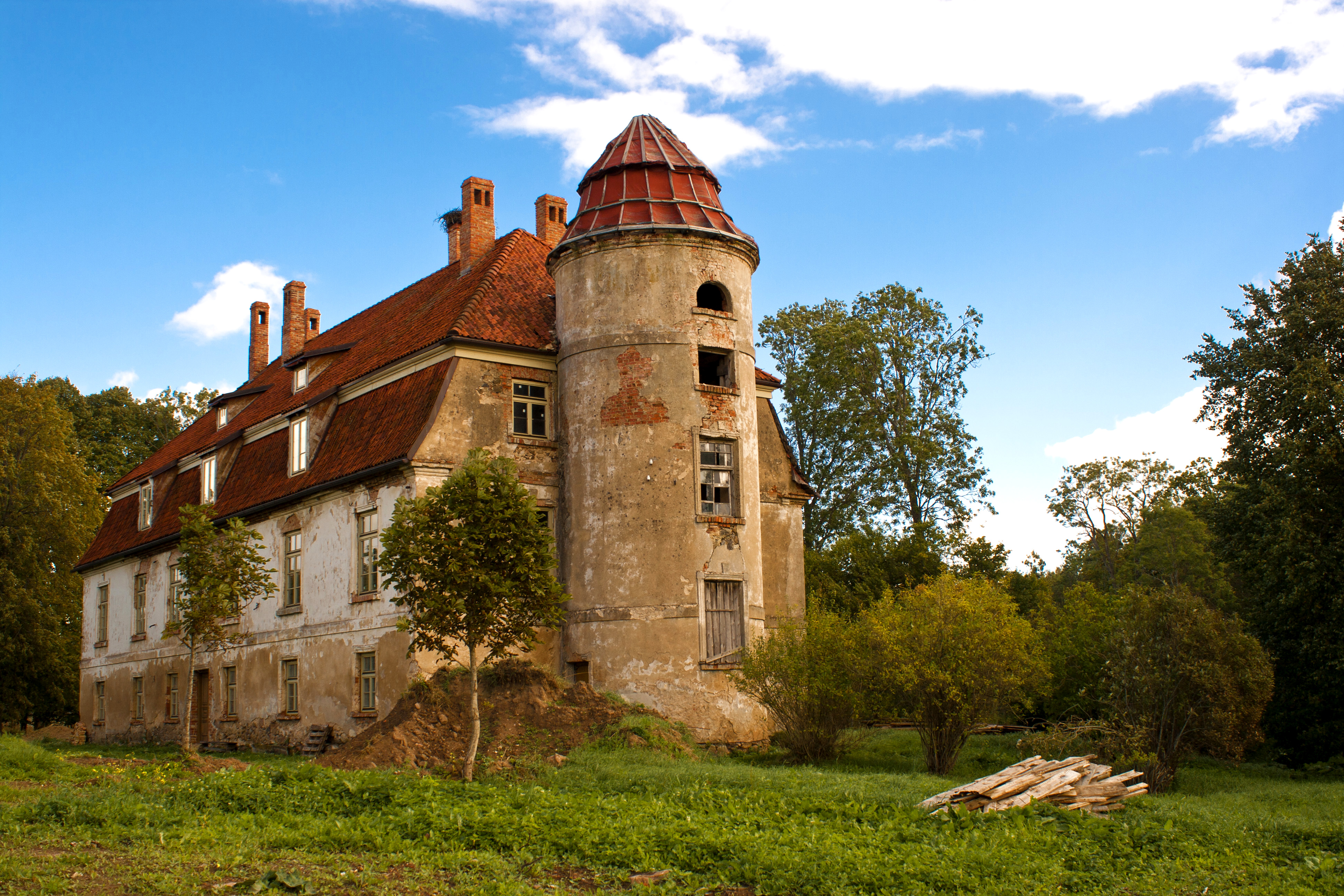
Herrenhaus Groß Wormsathen

## Nachweise
1. ↑  Vides aizsardzības un reģionālās attīstības ministrija (Ministerium für Naturschutz und Regionalentwicklung), Karten und Auflistung der Verwaltungseinheiten, abgerufen am 17. Juli 2021.
2. ↑  Latvijas iedzīvotāju skaits pašvaldībās pagastu dalījumā (Memento des Originals vom 25. September 2020 im Internet Archive)  Info: Der Archivlink wurde automatisch eingesetzt und noch nicht geprüft. Bitte prüfe Original- und Archivlink gemäß Anleitung und entferne dann diesen Hinweis., S. 3.
3. ↑  Archivierte Kopie (Memento des Originals vom 24. Juni 2021 im Internet Archive)  Info: Der Archivlink wurde automatisch eingesetzt und noch nicht geprüft. Bitte prüfe Original- und Archivlink gemäß Anleitung und entferne dann diesen Hinweis.
4. ↑  https://www.vietas.lv/objekts/lenu_romas_katolu_baznica/
5. ↑  https://www.vietas.lv/objekts/vormsates_pils/
6. ↑  https://www.vietas.lv/index.php?p=3&ff=1&s=rudbarzi&x=10&y=12